# Liberalen (Nederlandse 19e-eeuwse stroming)
De Liberalen van de 19e eeuw waren aanhangers van een politieke stroming gebaseerd op het Klassiek-liberalisme. De liberalen formuleerden hun ideeën onder en kwamen in opstand tegen de autoritaire Napoleon Bonaparte. Bij het Congres van Wenen (1814-1815), toen Europa opnieuw werd verdeeld en grondwetten moesten worden geformuleerd, deden de liberalen overal van zich spreken. 
In de tweede helft van de 19e eeuw kwam de term 'liberalen' in zwang om aanhangers aan te duiden van partijen die streven naar een grote mate van vrijheid voor het individu. Liberale partijvorming was er in Nederland pas voor het eerst in 1885 toen de Liberale Unie werd opgericht. De liberale stroming kende vele vleugels: er was sprake van geavanceerde liberalen, conservatief-liberalen, radicalen, jong- en oud-liberalen en moderaten. Vaak waren leidende figuren middelpunt van kleine groepen Kamerleden (de zogenaamde Kamerclubs). Dat gold bijvoorbeeld voor Thorbecke, Fransen van de Putte en Kappeyne van de Coppello.
In de negentiende eeuw vormden de liberalen vaak een meerderheid, maar door hun verdeeldheid leidde die meerderheid lang niet altijd tot regeermacht. Aan het einde van de eeuw viel de liberale stroming uiteen in drie richtingen: een vooruitstrevende (vrijzinnig-democraten), een conservatieve (oud- of vrij-liberalen) en een middengroep (de Liberale Unie).

## Beginselen
Leidend beginsel van de liberalen in de negentiende eeuw was dat de staat zich zo veel mogelijk moest onthouden van ingrijpen in het economische en maatschappelijke leven. De staat moest op de eerste plaats zorgen voor rust en orde ('nachtwakersstaat'). De macht van de vorst moest zoveel gespreid worden (spreiding van macht). Invoering van een  tweekamerstelsel zou moeten verhinderen dat absolutisme en doorgeslagen praktijken tijdens het Schrikbewind geen kans kregen zich te herstellen. Eigendom moest beter beschermd worden tegen onteigening.
Liberalen waren voorstanders van vrijhandel, beperking van in-, door- en uitvoerrechten, vermindering van belastingen en een zuinig beheer door de staat. In de koloniën moesten ondernemers meer vrijheid krijgen en diende het particuliere landbezit te worden bevorderd. De uitgaven voor leger en vloot dienden beperkt te zijn. Alleen de openbare (neutrale) school behoorde financiële steun van de overheid te krijgen.
Op staatkundig gebied waren liberalen voorstanders directe invloed van de burgers. Het aan belastingbetaling gekoppelde kiesrecht diende geleidelijk te worden uitgebreid. Het parlement moest zelfstandig staan ten over de regering en diende over het recht van initiatief en amendement te beschikken. De beraadslagingen moesten in het openbaar plaatsvinden.
Burgerlijke vrijheden, zoals vrijheid van godsdienst, persvrijheid en het recht van vereniging en vergadering stonden hoog in het vaandel bij de liberalen.

## Historische ontwikkeling
Tot 1848 werd het Nederlandse parlement overheerst door conservatieven, die steun gaven aan het koninklijke bewind van Willem I en Willem II. De oppositie richtte zich met name tegen het financiële beleid van de koning, maar slechts enkele Kamerleden behoorden tot die oppositie.
Rond 1840 nam het aantal liberalen geleidelijk toe, en ging hun strijd zich vooral richten op vergroting van de invloed van burgers op het bestuur. Er diende een rechtstreeks gekozen parlement te komen, en niet de koning maar de ministers dienden verantwoordelijk te zijn voor het bestuur. De rechten van het parlement moesten worden uitgebreid.
In 1844 ondernamen negen Tweede Kamerleden ('de Negenmannen') onder leiding van Thorbecke een vergeefse poging om de Grondwet in liberale zin te wijzigen. In het 'revolutiejaar 1848' lukte het de liberalen echter alsnog de Grondwetsherziening tot stand te brengen, omdat de koning, uit vrees voor een revolutie, nu wel meewerkte.
Na 1848 hadden de liberalen op het oog vaak een sterke machtspositie in het parlement. Vooral onder het eerste kabinet-Thorbecke konden belangrijke liberale wetten tot stand komen. Zo werden allerlei heffingen afgeschaft en kwamen er nieuwe regelingen voor het gemeente- en provinciebestuur.
Al snel bleek echter dat de liberalen op veel terreinen verschillend dachten. Thorbecke en zijn medestanders (de 'Thorbeckianen') vormden daarbij slechts een minderheid van omstreeks 20 à 25 Kamerleden (in een Tweede Kamer van omstreeks 70 leden).
Diverse conflicten, over onder meer het kiesrecht, de defensie en de koloniale en financiële politiek verzwakten de positie van de liberalen. In het midden van de jaren negentig bepleitten vooruitstrevende liberalen als Van Houten, Kappeyne van de Coppello en Tak van Poortvliet bovendien een actievere rol van de overheid, waarbij er ook oog diende te zijn voor sociale vraagstukken. Zij zetten zich af tegen de door Thorbecke voorgestane staatsonthouding.
Na de dood van Thorbecke in 1872 werd Kappeyne van de Coppello in 1876 de nieuwe leider van de liberalen. Tijdens het door hem gevormde kabinet bleek echter dat zijn positie allerminst onomstreden was. Binnen twee jaar kwam zijn kabinet door interne verdeeldheid ten val, en viel ook de liberale Kamerfractie uiteen. Onder leiding van oud-minister Gleichman ontstond een groep van oud-liberalen. Een kleine groep onder leiding van Tak van Poortvliet vormden de zogenaamde Kappeynianen.
Pas rond 1884 werd de eenheid weer enigszins hersteld. In 1885 werd de Liberale Unie opgericht, waartoe echter nog niet alle liberale Kamerleden toetraden. Ter linkerzijde zou bovendien spoedig een nieuwe links-liberale partij ontstaan, de Radicale Bond.

## Persoonlijkheden
De belangrijkste negentiende-eeuwse liberaal is ongetwijfeld Johan Rudolph Thorbecke. Deze rechtsgeleerde en historicus (hoogleraar in Gent en Leiden) voerde vanaf 1840 de parlementaire oppositie aan tegen het conservatieve bewind van koning Willem II. In 1848 werd hij voorzitter van de commissie die een nieuwe, democratische Grondwet moest ontwerpen. Daarna leidde hij drie kabinetten, afgewisseld door perioden waarin hij oppositieleider was.
Een tweede vooraanstaande liberaal uit de periode rond 1840 was Dirk Donker Curtius. Deze advocaat was aanvankelijk radicaler dan Thorbecke. Ook hij maakte in 1848 deel uit van de Grondwetscommissie. In dat jaar werd hij tevens minister van Justitie en verdedigde hij de voorstellen tot Grondwetsherziening. Hij toonde zich daarbij een handig, pragmatisch politicus, die conservatieve tegenstand handig wist te omzeilen. Die gematigde koers bracht hem later in conflict met Thorbecke.
Midden jaren 60 werd de voormalige Indische suikerondernemer Fransen van de Putte aanvoerder van een groep liberale Kamerleden die een modernere koloniale politiek voorstonden. Ook hij kwam in conflict met Thorbecke. Fransen van de Putte zou tot eind 19e eeuw een belangrijke liberaal blijven.
In 1869 kwam voor het district Groningen Samuel van Houten in de Tweede Kamer. Hij verweet Thorbecke een 'tevreden' liberaal te zijn, terwijl er juist allerlei hervormingen in de maatschappij nodig waren. Zo wilde Van Houten kiesrechtuitbreiding, een inkomstenbelasting en een stakingsrecht voor arbeiders. Van Houten was bovendien tegen het verbond met de katholieken.
Van Houten bleef tot 1894 in de Tweede Kamer, om daarna als minister een herziening van het kiesrecht tot stand te brengen. Toen was hij echter al veel conservatiever geworden dan bij zijn intrede in de Kamer.
Tot de 'jong-liberalen' behoorde ook Kappeyne van de Coppello, die in 1876 'leader' van de Liberalen werd. Deze Haagse advocaat groepeerde een Commissie van Advies rond zich, die als kern van zijn kabinet moest dienen. Van Houten bleef echter buiten het kabinet, en er ontstond bovendien al spoedig een conflict over de vraag of Grondwetsherziening wenselijk was om kiesrechtuitbreiding mogelijk te maken. Na de val van het kabinet verdween Kappeyne van het politieke toneel.
Andere vooraanstaande liberalen waren het Groningse Kamerlid Goeman Borgesius, de gematigde rechtsgeleerde Röell en de Zeeuw Tak van Poortvliet, die in 1880 na het vertrek van Kappeyne de leiding van de jong-liberalen op zich nam.

## Electoraat
De liberalen hadden vooral aanhang onder de stedelijke handelaren, ondernemers, bankiers en kooplieden en verder onder de rijke boeren in de noordelijke provincies, in de Kop van Noord-Holland en in Zeeland. Daarnaast stemden veel beoefenaren van vrije beroepen, zoals advocaten, notarissen, artsen en journalisten op de liberalen.
De grote steden, de drie noordelijke provincies en enkele districten in Zeeland en Zuid-Holland vaardigden steeds liberalen naar de Tweede Kamer af.
In religieus opzicht behoorden de liberalen vooral tot de niet-orthodoxe hervormden. Ook doopsgezinden, remonstranten en lutheranen stemden veelal liberaal. Bovendien waren joden in meerderheid liberaal. Katholieken konden tot rond 1870 deels tot de aanhang van de liberalen worden gerekend. Zij kozen in de zuidelijke provincies wel meestal liberalen van katholieken huize.